# Guerilla

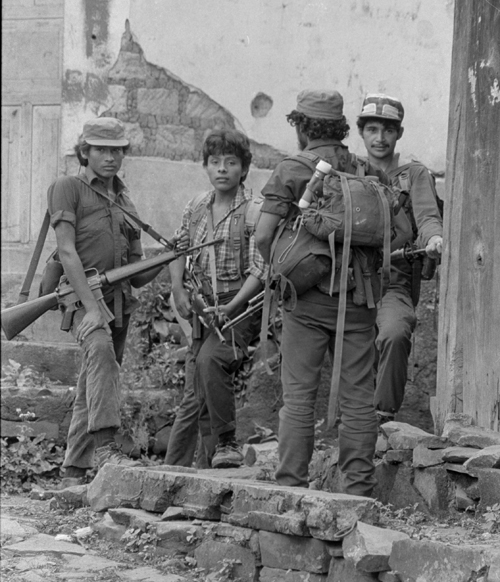
Angehörige der ERP-Guerilla (FMLN) während des Bürgerkriegs in El Salvador, 1990

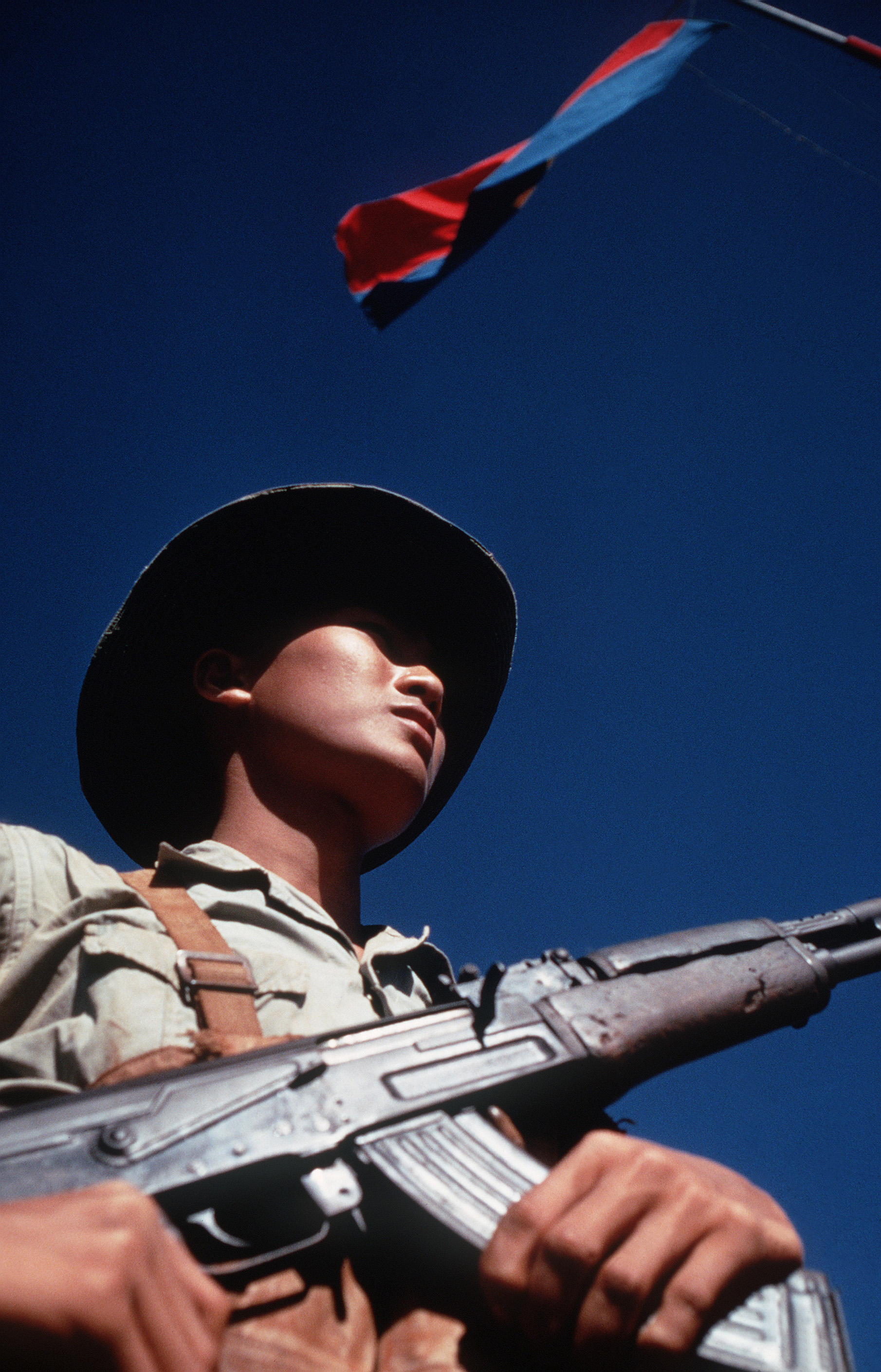
Ein Kämpfer der Nationalen Front für die Befreiung Südvietnams (1973)

Guerilla ([ɡeˈʁɪlja], anhörenⓘ; ältere Form: Guerrilla; Verkleinerungsform zu spanisch guerra „Krieg“; wörtlich etwa „Kleinkrieg“) bezeichnet zum einen eine besondere Form des Krieges, die verdeutlichend als Guerillakrieg oder Guerillakampf bezeichnet wird. Der Begriff (die) Guerilla steht heute jedoch meistens für aufständische Einheiten, die einen Guerillakrieg gegen Besatzungsmächte oder auch gegen die eigene Regierung führen.
Daneben existiert (der) Guerilla als veraltende Bezeichnung für einen einzelnen aufständischen Kämpfer (im Plural die Guerillas), wobei heute meistens andere Begriffe verwendet werden, etwa Guerillakämpfer, Widerstandskämpfer oder Partisan. Die spanische Bezeichnung für einen Guerillakämpfer ist guerrillero beziehungsweise weiblich guerrillera. Im Deutschen beziehen sich die Bezeichnungen Guerillero bzw. Guerillera in der Regel auf Untergrundkämpfer in Lateinamerika. Eine Sonderform der Guerilla ist die Stadtguerilla.
Kennzeichnend für den Guerillakrieg sind verschiedene Taktiken, die zusammenfassend als Guerillataktik bezeichnet werden. Die Wahl bestimmter Taktiken hängt unter anderem von den Kräfteverhältnissen und der Phase des Aufstandes ab. Die Aufstandsbekämpfung erfordert besondere Maßnahmen („Anti-Guerilla-Kriegsführung“). Auch eine reguläre Armee kann Taktiken der Guerilla anwenden, insbesondere beim verdeckten Einsatz kleinerer militärischer Einheiten hinter den Linien des Feindes (siehe dazu Jagdkampf). Der Kampf regulärer Truppen gegen irreguläre, aber auch reguläre Truppen, zumeist in Afrika, aber auch in anderen Gebieten mit geringer Infrastruktur, wird auch als Buschkrieg bezeichnet.

## Begriff

### Wortherkunft

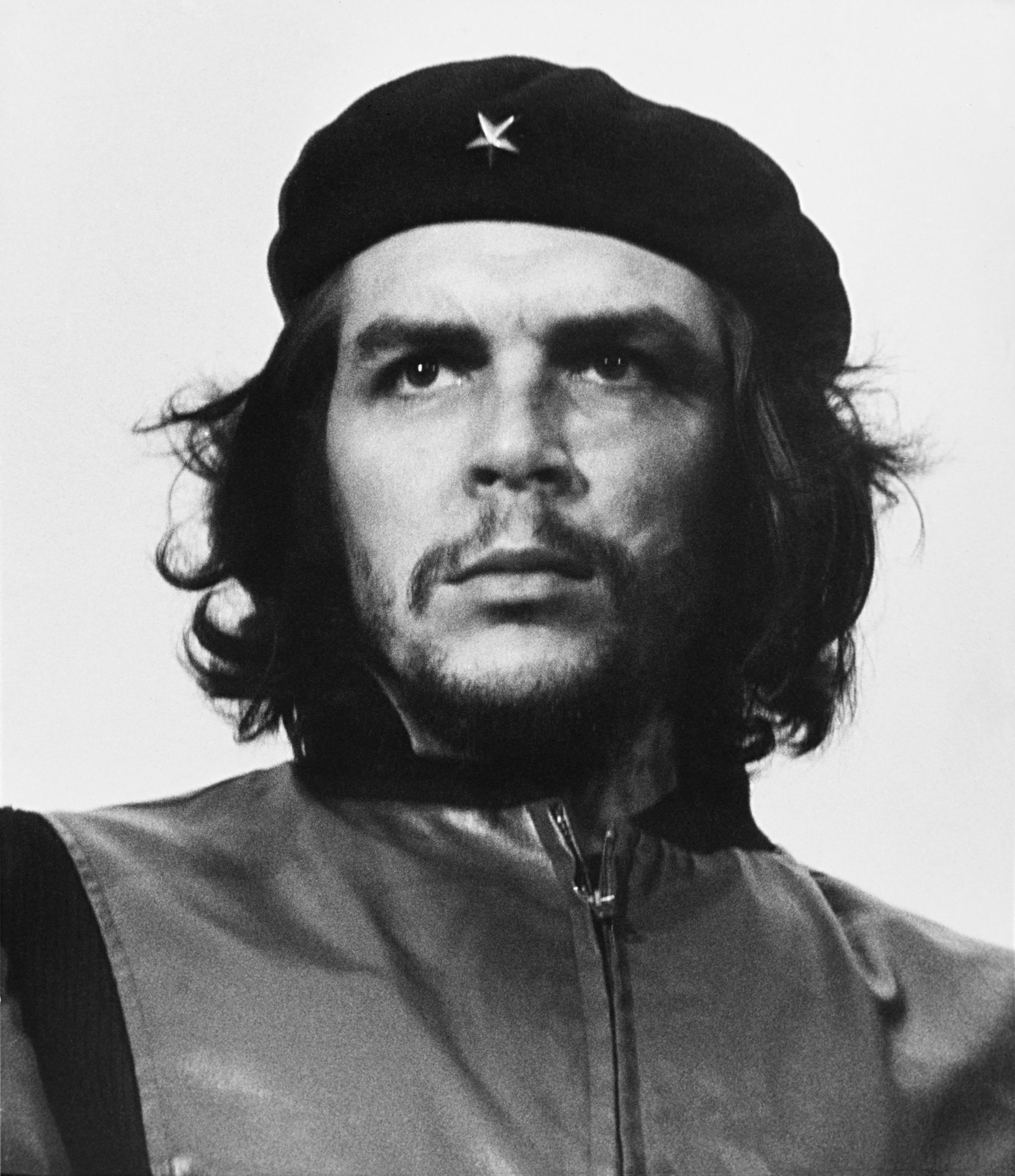
Ernesto „Che“ Guevara, wurde als einer der wichtigsten Kommandeure im Guerillakrieg der Kubanischen Revolution international bekannt, scheiterte jedoch bei seinen späteren Versuchen, seine militärischen Erfolge im Kongo und in Bolivien zu wiederholen.

Das Wort Guerilla wurde Anfang des 19. Jahrhunderts über das französische guérilla aus dem spanischen guerrilla, einem Diminutivum (Verkleinerungsform) des spanischen guerra („Krieg“) entlehnt. Das spanische guerra geht, wie das französische guerre, auf das germanische *werra („Streit“) zurück, mit dem auch das althochdeutsche wërra („Verwirrung“, „Streit“), das mittelniederländische warre und das neuenglische war verwandt sind.
Historischer Hintergrund war der Spanische Unabhängigkeitskrieg von 1807 bis 1814 gegen die französische Fremdherrschaft unter Napoleon. Als Ausgangspunkt für den späteren Gebrauch des Wortes wird das spanische partida de guerrilla genannt, das ungefähr „Spähtrupp“ bedeutet. In Deutschland wollte Friedrich Ludwig Jahn, der Turnvater, seine Turner als Guerilla gegen Napoleon führen.
In Spanien hat das Wort guerrilla aufgrund seiner Verbindung mit dem Kampf gegen die französische Besatzungsmacht eine durchgehend positive Konnotation von Befreiung, ähnlich wie in Deutschland die Befreiungskriege oder der Begriff „Volkskrieg“, wie er in den frühen Denkschriften von Gneisenau beschrieben ist.
Bedeutung erlangten die Begriffe Guerilla und Guerillakrieg insbesondere im 20. Jahrhundert als Bezeichnung für sozial oder national begründete Befreiungs- und Unabhängigkeitskriege in weniger entwickelten Ländern, insbesondere zur Befreiung von den damaligen Kolonialmächten im Zuge der Dekolonisation.

### Bedeutungen
Die Bedeutung des Wortes Guerilla hängt auch vom grammatischen Geschlecht ab:
- die Guerilla: Guerillakrieg oder Guerillakampf, eine spezielle Art des Krieges. Diese ursprüngliche Bedeutung ist heute eine Nebenbedeutung, das heißt, das Wort Guerilla wird selten mit dieser Bedeutung verwendet.
- die Guerilla: aufständische Kampfgruppen, die einen Guerillakrieg führen. Dies ist heute im Deutschen die Hauptbedeutung.
- der Guerilla: einzelner Guerillakämpfer, Widerstandskämpfer, Untergrundkämpfer. In Europa werden irreguläre Einheiten gewöhnlich als Partisanen bezeichnet, im Kontext von antikolonialen Bewegungen nach dem Zweiten Weltkrieg in der Regel als Guerilla. Die Bezeichnung Guerillero ist vor allem mit Bezug auf Lateinamerika üblich.

### Ableitungen
Vom Begriff abgeleitet sind unter anderem das Guerilla-Marketing in der Wirtschaft sowie „Guerilla-Aktionen“ im politischen Bereich, wozu zum Beispiel Kommunikationsguerilla oder Guerilla Gardening zählen.

## Guerillakrieg
Guerillakrieg bezeichnet eine Kampfform irregulärer einheimischer Truppen gegen eine feindliche Armee beziehungsweise Besatzungsmacht oder aber – im Zusammenhang mit einem Bürgerkrieg – gegen die eigene Regierung. Militärische Auseinandersetzungen unter Parteien, die politisch, strategisch und waffentechnisch stark unterschiedlich ausgerichtet sind, werden auch als asymmetrische Kriege bzw. Konflikte bezeichnet.
Beim Guerillakampf handelt es sich um eine „Waffe der Schwachen“ gegen einen militärisch, vor allem militärtechnologisch überlegenen Gegner. Voraussetzung für einen Guerillakampf ist die fehlende Hoffnung der Bevölkerung, ihre politischen und sozialen Forderungen mit politischen und rechtlichen Mitteln erreichen zu können, wie dies in einer Diktatur oder einem von einer fremden Macht besetzten bzw. dominierten Land der Fall ist. Entscheidend für den Erfolg der Guerilla ist der gleichzeitige, dem militärischen Kampf gleichwertige politische Kampf. In einer offenen Feldschlacht müsste die Guerillatruppe notwendig unterliegen, weil ihr die Ausrüstung einer konventionellen Armee fehlt und ihre Kämpfer meist über keine ausreichende militärische Ausbildung verfügen.

### Merkmale
Ein entscheidendes Kennzeichen der Guerilla ist ihre hohe Mobilität und Flexibilität, oft kombiniert mit dem Fehlen der Identifizierbarkeit als „rechtmäßiger Kombattant“. Guerilla-Einheiten sind in ständiger Bewegung, um dem militärisch überlegenen Gegner auszuweichen. Ihr Erfolg ist davon abhängig, ob es ihnen gelingt, die Entscheidung darüber zu behalten, an welchem Ort, zu welcher Zeit und unter welchen Bedingungen die militärische Konfrontation mit dem Gegner stattfindet. Die klassische Landguerillatruppe operiert meist aus den Bergen oder aus Dschungelgebieten heraus, welche beide optimales Rückzugsgebiet bilden.
Die Guerillabewegung ist typischerweise auf die Unterstützung der Landbevölkerung angewiesen, die sie mit Nahrungsmitteln und Informationen versorgt. Wenn der Grund für den Kampf der Guerilla politische oder soziale Missstände sind, die einen großen Teil oder die Mehrheit der Bevölkerung betreffen, ist deren Unterstützung üblicherweise freiwillig. Mao Zedong fasste dies mit dem Satz „Der Revolutionär schwimmt im Volk wie ein Fisch im Wasser“ zusammen. In den bekannteren Guerillakriegen des 20. Jahrhunderts war dies meistens der Fall – wo die Unterstützung der Bevölkerung nicht gegeben war, war auch der Versuch eines Guerillakampfs meist schnell zum Scheitern verurteilt. So fand Che Guevara bei dem Versuch, die Revolution 1966 auch nach Bolivien zu tragen, kaum Unterstützung durch die indigene Bevölkerung. Das Vorhaben endete mit der fast vollständigen Aufreibung der Guerilla und schließlich seiner Gefangennahme und Exekution durch Regierungstruppen. Ausnahmen bilden Guerillaarmeen, die starke Unterstützung aus einem anderen Land erfahren, etwa die Nationale Front für die Befreiung Südvietnams („Vietcong“) durch Nordvietnam während des Vietnamkriegs oder die von den USA unterstützten Contra-Rebellen im Contra-Krieg gegen die linke Regierung Nicaraguas ab etwa 1980.
Als typische Merkmale gelten in der Politikwissenschaft:
- Die Einheit von Guerillas und Teilen der Zivilbevölkerung. Die Bevölkerung billigt den Guerillakrieg, unterstützt diesen oder nimmt aktiv daran teil.
- Die Beschaffung von Waffen vor allem aus den Beständen des militärischen Gegners.
- Die Basis und Hauptstützpunkte bilden meist ländliche Gebiete. Städte werden erst in einem fortgeschrittenen Stadium des Guerillakrieges in Kampfhandlungen einbezogen.
- Traditionelle Kampfformen regulärer Streitkräfte bleiben weitgehend unwirksam. Daher können Guerillas auch einem zahlenmäßig und waffentechnisch überlegenen Feind gewachsen sein.

### Typische Eskalationsstadien
Guerilla-Kriege durchlaufen in der Regel folgende Phasen:
- Der Guerillakampf beginnt als Aufstandsbewegung, also ohne oder mit nur schwacher eigener Bewaffnung. Typischerweise verfügen die Guerilleros in dieser Phase nur über Handfeuerwaffen wie Pistolen, Karabiner oder Sturmgewehre, Handgranaten und leichte Granatwerfer, also von Fußtruppen tragbare Infanterie-Waffen. Die Waffenbeschaffung erfolgt meist durch Überfälle auf gegnerische Militäreinheiten oder -einrichtungen, Waffenkauf von korrupten Funktionären der gegnerischen Regierungstruppen, oder in manchen Fällen auch durch Lieferungen aus dem Ausland – letzteres insbesondere, wenn die Guerilla von einem anderen Staat unterstützt wird, wie etwa die Contra-Rebellen in Nicaragua durch die USA, oder seit 2011 die Rebellen im Syrischen Bürgerkrieg. Die Kämpfer sind keine Soldaten und verfügen häufig nicht einmal über eine militärische Ausbildung. Sie sind Teil der Zivilbevölkerung und werden auf Grund ihrer politischen Ziele durch diese unterstützt. In dieser Phase können Guerilla-Einheiten keine strategischen Erfolge erringen, also etwa strategisch wichtige Gebiete dauerhaft besetzen, sondern müssen sich stets wieder zurückziehen.
  - Ohne die Unterstützung der Bevölkerung ist die Guerilla zum Scheitern verurteilt. Das unterscheidet die Guerilla vom Terrorismus, der auch ohne Unterstützung der Bevölkerung auskommt.
  - Bei regionalen, dann aber nur stationären Erfolgen ist die Transformation zu einem Warlord-System möglich.
- Die offensive Phase des Guerillakampfes ist dadurch gekennzeichnet, dass die Mobilität des Gegners eingeschränkt ist. Die Regierungs- oder Besatzungstruppen verfügen nur noch über strategisch wichtige befestigte Stützpunkte und können sich außerhalb dieser nur noch eingeschränkt bewegen. In dieser Phase übernimmt die Guerilla-Bewegung die Initiative und organisiert sich typischerweise in größeren Kampfeinheiten mit fester Struktur.
- Zur Erreichung strategischer Ziele müssen die Guerilla-Einheiten die Form einer zentral gelenkten Armee annehmen. Sie treten damit aus der taktischen, defensiven Phase in eine strategisch offensive Phase ein. Es entsteht eine Revolutionsarmee.

### Erfolgreiche Guerillakriege
Der Guerillakrieg gilt als Kampfform von Befreiungsbewegungen. Als erfolgreiche Beispiele werden in der Politikwissenschaft genannt:
- Marokko (1921–1927, vgl. Rifkrieg)
- China (1927–1949, vgl. Chinesischer Bürgerkrieg)
- Indonesien (1945–1949, vgl. Indonesischer Unabhängigkeitskrieg)
- Algerien (1954–1962, vgl. Algerienkrieg)
- Kuba (1956–1959, vgl. Kubanische Revolution)
- Vietnam (1946–1975, vgl. Indochinakrieg und Vietnamkrieg)
- Nicaragua (1961–1979, vgl. Nicaraguanische Revolution)
- Afghanistan (1979–1988, vgl. Sowjetische Intervention in Afghanistan)
- Eritrea (1961–1991, vgl. Eritreischer Unabhängigkeitskrieg)
- Tschetschenische Republik Itschkerien (1994–1996, vgl. Erster Tschetschenienkrieg)

### Weitere Beispiele für Guerillakämpfe

#### Europa
- Eine sehr lange Zeit war der erfolgreiche Kampf der Geusen als niederländische Freiheitskämpfer gegen die spanische Herrschaft im Achtzigjährigen Krieg (1568–1648) eine Guerilla.
- Die schwedischen Snapphanar (dänisch: Snaphaner) kämpften im 17. Jahrhundert in den ursprünglich dänischen Gebieten des heutigen Südschwedens mit einer Guerillataktik gegen die königliche schwedische Armee. Vor allem im Nordischen Krieg (1674–1679) (auch Schonischer Krieg genannt) waren sie sehr erfolgreich. Am 26./27. Juli 1676 fiel aufständischen Bauern und Freischärlern im sogenannten „Loshult-Coup“ bei dem gleichnamigen Ort die gesamte Kriegskasse Karls XI. im Wert von 50.000 Reichstalern in die Hände. Diese bestand aus ca. 250 Wagen mit wertvollen Metallmünzen, den sogenannten Kupferzetteln.
- Kampf der Spanier während der Napoleonischen Kriege auf der Iberischen Halbinsel von 1809 bis 1812
- Süditalien im 19. Jahrhundert: Die Briganten unterstützten zunächst die Freischärler unter Giuseppe Garibaldi im Kampf gegen das Königreich beider Sizilien (neben ihren Raubzügen gegen Großgrundbesitzer und Gutsherren). Danach, enttäuscht von der neuen italienischen Monarchie, wandten sie sich auch gegen das italienische Heer. Für seine Guerillataktik bekannt war der legendäre Anführer Carmine Crocco. Zeitweilig kontrollierte er bis zu 40 Banden aus verarmten und zumeist landlosen vormaligen Kleinbauern und Landarbeitern.[11][12]
- Im Irischen Unabhängigkeitskrieg (1919–1921): der Kampf der IRA gegen die britische Vorherrschaft in Irland.
- Im Irischen Bürgerkrieg (1922/23): der Kampf der Anti-Vertrags-IRA gegen den Anglo-Irischen Vertrag und die Truppen des neuen südirischen Freistaates Irland.
- Im Nordirlandkonflikt (1969–1998): der Kampf der Provisional Irish Republican Army (IRA) und anderer irisch-republikanischer Gruppen für die Loslösung Nordirlands vom Vereinigten Königreich und die Wiedervereinigung Irlands zu einer unabhängigen Republik.
- Jugoslawien (1996–1999): Kämpfe der UÇK (Ushtria Çlirimtare e Kosovës) gegen Einheiten der jugoslawischen Volksarmee und serbische Polizeieinheiten.

#### Asien
- Die Huks kämpften auf den Philippinen zunächst gegen die japanische Besatzung und nach dem Zweiten Weltkrieg bis 1954 für radikale Agrarreformen.
- Der Krieg der Việt Minh gegen japanische Besatzung, französische Kolonialmacht und später gegen US-amerikanische Besatzungstruppen 1941–1975 endete mit der Errichtung eines sozialistischen Staates
- Der Guerillakampf der Gruppe LTTE um Tamil Eelam, dauerte von 1986 bis 2009.
- Der Guerillakrieg der nepalesischen Maoisten begann 1996 und ist seit 2006 vorerst eingestellt.
- In Indien gibt es seit den 1960er Jahren Guerillaaktionen der maoistisch orientierten Naxaliten. Sie agieren zumeist im ländlichen Raum, mittlerweile nurmehr mit sporadischen Anschlägen. Ähnliche Guerillataktiken verfolgt die für ein eigenständiges Assam eintretende Separatistenorganisation United Liberation Front of Asom.
- Die libanesische Organisation Hisbollah führte, wie z. B. im Libanonkrieg 2006, dem Guerilla-Krieg nahestehende, paramilitärische Kampfhandlungen aus.
- Die kurdische Guerilla-Bewegung, auch bekannt als PKK, kämpft gegen die türkische Armee.

#### Amerika
- Während der Endphase der Indianerkriege in den Vereinigten Staaten (Anfang der 1860er bis Mitte der 1880er Jahre): Insbesondere Gruppen der Chiricahua-Apachen im Arizona-Territorium und im Norden Mexikos (Chihuahua, Sonora) lieferten zunächst unter Cochise und zuletzt unter Geronimo der überlegenen US-Armee einen zermürbenden, aber letztlich aussichtslosen Guerillakrieg.
- Der 30-jährige Unabhängigkeitskampf der kubanischen Mambises gegen die spanische Kolonialherrschaft 1868–1898 war in seinen militärischen Phasen Guerillakrieg und endete mit der Besetzung Kubas durch die USA.
- Die älteste noch heute aktive Guerilla-Bewegung ist die FARC in Kolumbien.
- Der Kampf der EZLN für die Rechte der indigenen Bevölkerung in Mexiko, seit 1994.
- Der Guerillakampf der Gruppe um Che Guevara in Bolivien scheiterte 1967 an der fehlenden Unterstützung durch die Bevölkerung.
- Von 1967 bis 1973 existierte im Nordosten Brasiliens die kommunistische Guerilla von Araguaia, die von den brasilianischen Streitkräften völlig zerschlagen wurde.
- Der Kampf des maoistischen Sendero Luminoso kostete in Peru fast 70.000 Menschen das Leben.
- Der Kampf der FMLN (El Salvador) und der Guerillagruppen in Guatemala endeten mit Friedensabkommen.

#### Afrika
- Rifkrieg (1921–1926) in Marokko: Rifkabylen bieten der spanischen Besatzungsmacht mehrfach erfolgreich die Stirn, unter anderem in der Schlacht von Annual.
- Hendrik Witboi führte von 1895 bis 1905 in Deutsch-Südwestafrika mehrfach Guerillakrieg gegen die deutsche Kolonialherrschaft, zuletzt im Aufstand der Herero und Nama, an dem auch Jakobus Morenga teilnahm.
- Zweiter Burenkrieg (1899–1902) in Südafrika: Die niederländischstämmigen Buren verloren zwar gegen die Briten, sie konnten ihnen aber das Dreifache der eigenen Verluste zufügen und so einen für sie günstigen Frieden erzwingen.
- Portugiesischer Kolonialkrieg (1961–1974): Befreiungskämpfe um Angola, Moçambique und Guinea-Bissau.
- Der Befreiungskampf der SWAPO gegen die südafrikanische Fremdherrschaft in Namibia führte 1989/90 in die Unabhängigkeit. Namibia wird seitdem von der SWAPO regiert.
- Der Befreiungskampf der FRENTE POLISARIO gegen die spanische Kolonialmacht sowie anschließend gegen die marokkanischen Besatzungstruppen (seit 1991 Waffenstillstand unter UNO-Vermittlung).

### Geschichte des „kleinen Krieges“
Carl von Clausewitz, aber auch schon vor ihm andere, definierten den „kleinen Krieg“ als den Einsatz leichter Truppen in den Flanken und im Rücken des Gegners – so wurden die Husaren nicht nur zur Aufklärung, sondern auch zur Störung des feindlichen Nachschubs eingesetzt. Bei der Infanterie wurden die Kroaten und die Jäger zum zerstreuten Gefecht eingesetzt. Insbesondere den aus Randvölkern der europäischen Großreiche gebildeten Verbände wie den Kroaten oder Bosniaken kam dieser ihnen vertraute Kleinkrieg als Gefechtsführung entgegen. Diese hatten insbesondere im Kampf gegen die Türken Erfahrungen gesammelt. Von der türkischen Armee wurden die Akıncı als leichte Truppe hinter den feindlichen Linie eingesetzt.
Im Amerikanischen Unabhängigkeitskrieg (1776–1783) entwickelte sich die Kampfesweise des „kleinen Krieges“ erstmals nicht nur als Widerstandsoperationen kleiner bewaffneter Milizen gegen überlegene konventionelle Heere, sondern als umfassende strategische Antwort einer kriegführenden Partei. Die taktisch in offener Formation kämpfenden britischen Truppen wurden in einen zermürbenden Abnutzungskrieg verwickelt, den sie schließlich verloren. Seitdem hat sich die Kleinkriegführung als asymmetrische Antwort auf die Stärke konventioneller Streitkräfte etabliert.
Als erste kriegerische Auseinandersetzung mit Guerilla-Charakter und mit diesem Namen gilt der Spanische Unabhängigkeitskrieg gegen die französischen Besatzungstruppen 1807 bis 1814, der sich zum Volkskrieg ausweitete. Die regulären spanisch-britischen Truppen entschieden zwar den Krieg, irreguläre Freischärler oder Guerrilleros trugen jedoch erheblich zur Niederlage der Franzosen bei. Dies lag vor allem an der guten Organisation des Widerstands und der für einen Kleinkrieg günstigen Topographie der Berglandschaften, die gute Unterschlupfmöglichkeiten boten. Im offenen Gelände konnte sich die Guerillatruppe gegen konventionelle Truppen dagegen nicht behaupten.
Konventionelle Truppen waren damals in erster Linie auf intensive Gefechte und Schlachten im „großen Krieg“ ausgerichtet (Linientaktik). Sie übernahmen später allerdings die Kampfesweise der Guerilla, die sich durch Überfälle, Hinterhalte und Angriffe auf die Versorgungslinien im Rücken des eigentlichen Kriegsgeschehens auszeichnete. So wurde der Guerillakampf zu einer taktischen Variante, für die auch auf Einheiten mit speziell ausgebildeten Soldaten (meist so genannte Jäger) zurückgegriffen wurde, weil diese flexibler und mobiler waren als die konventionellen Linientruppen. Charakteristisch für den kleinen Krieg waren militärische Auseinandersetzungen, bei denen zahlenmäßig kleine Abteilungen Operationen zur Schwächung des Gegners unternahmen, ohne jedoch eine Entscheidung herbeiführen zu können. Sie konnte neben großen Operationen des Hauptheeres geführt werden. Typische Beispiele sind der Einsatz der Freikorps der Koalitionstruppen 1813 und der Franc-tireurs 1870. Eine wichtige Rolle spielte auch der Rückhalt der Bevölkerung für den Widerstandskrieg irregulärer Truppen und Banden, wie sich etwa im Tiroler Aufstand unter Andreas Hofer zeigte.
Auch der polnische Aufstand 1863 und der Burenkrieg 1901 wurden mit der Guerillataktik geführt.
Im Russisch-Japanischen Krieg (1904–1905) setzten sich das Kaiserlich Russische Heer in geplanten Guerillaaktionen gegen die japanische Invasion Sachalins zur Wehr.

### Rechtliche Bewertung
Die Kampfesweise der Guerilla wird mit Blick auf die Genfer Konventionen und die Haager Landkriegsordnung als unkonventionelle Kriegführung bezeichnet. Diese internationalen Verträge regeln die rechtliche Basis zwischenstaatlicher bewaffneter Konflikte. Die Guerilla entspricht in ihrer Entstehungsphase eher dem Begriff der levée en masse, wie er in der Haager Landkriegsordnung definiert ist (daher auch „Volkskrieg“). Erst wenn die Guerilla den letzten Schritt zur Befreiungsarmee vollzogen hat, gelten ihre Kämpfer als Teil einer militärischen Befehlsstruktur, als Kombattanten gemäß Haager Landkriegsordnung. Solange ihr aber die Ausrichtung auf eine Staatsregierung fehlt, gelten Guerilla-Kämpfer als Nichtkombattanten und werden meist als Aufständische behandelt und/oder kriminalisiert (z. B. indem man ihnen Diebstahl, Raub oder andere Straftaten zuschreibt).
Dazu gehört die Einrichtung tatsächlicher oder scheinbarer politisch-demokratischer Strukturen (Asamblea de Guaímaro im Kubanischen Unabhängigkeitskrieg oder das Parlament der palästinensischen PLO) sowie von politischen Auslandsvertretungen in unterstützenden Staaten oder in internationalen Organisationen wie der UNO. Die Einführung von klaren Befehlsstrukturen, einer hierarchisch-militärischen Ordnung mit den dazugehörigen Rängen soll besonders in der letzten Phase, in der Entwicklung zur Revolutionsarmee, die Gleichwertigkeit der Guerilla gegenüber der konventionellen gegnerischen Armee herausstellen. Erst wenn der Gegner sich gezwungen sieht, mit der Guerilla offiziell zu verhandeln, ist die Anerkennung als kriegführende Partei hergestellt, die sogenannte „Belligerenz“. Die politische Anerkennung durch Staaten von internationaler Bedeutung oder die Anerkennung als Verhandlungspartner durch den Gegner bildet die Grundlage für die Erreichung von politischen Zielen der Guerilla (siehe die Diskussion um die Anerkennung der palästinensischen PLO). Erst als kriegführende Partei können Guerilla-Kämpfer nach einer Gefangennahme den Kriegsgefangenenstatus geltend machen.

## Guerillataktik
Die „typische“ Guerillataktik besteht darin, dass kleine, selbständige Kampfeinheiten den überlegenen Gegner in seinem Hinterland mit „nadelstichartigen“ militärischen Aktionen zermürben und sich sofort nach jedem Einsatz wieder zurückziehen. Dieses Vorgehen wird auch als Hit and Run bezeichnet (englisch für „[zu]schlagen und fliehen“). Außerhalb ihrer Kampfeinsätze sind die Guerillakämpfer meist nicht als Soldaten erkennbar.

### Vorteile
Für einen Guerillakampf sind keine ausgebildeten Truppen notwendig. Potenziell kann jede Person in der Bevölkerung dem Feind Schaden zufügen. Im Zweiten Weltkrieg beispielsweise öffneten Mitglieder der Résistance im besetzten Frankreich oft die Treibstoffventile von Zügen, sodass diese mangels Treibstoff nicht fahren konnten. Für solche Aktionen sind weder Erfahrung noch Bewaffnung notwendig. Gleichzeitig muss die gegnerische Armee einen Eroberungskrieg führen, also die Guerilla aufspüren und ausschalten. Durch Aktionen wie Hausdurchsuchungen und Ausweiskontrollen zieht sie sich dabei im für die Ziele der Guerilla günstigsten Fall den Ärger der Bevölkerung zu. Währenddessen kann die Guerilla, die sich in der Zivilbevölkerung versteckt, dort zuschlagen, wo der Feind am schwächsten ist. Attacken auf die Guerilla sind nur sehr schwer möglich, ohne die Zivilbevölkerung zu treffen.
Der Historiker Hugh N. Kennedy führt in seinem Buch Mongols, Huns and Vikings das „Nomaden-Paradoxon“ als einen entscheidenden Vorteil von nomadischen Eroberern gegenüber Hochkulturen an. Er rekurriert dabei bis in die Zeit der ersten städtischen Zivilisationen in Mesopotamien zurück, die trotz ihrer militärischen Überlegenheit von nomadisch lebenden Völkern besiegt wurden. Deren Vorteil sei neben ihrer hohen Mobilität gewesen, dass alle erwachsenen Männer Kämpfer waren und sie ihre Anführer hauptsächlich aufgrund ihrer kriegerischen Fähigkeiten bestimmten, während in den Städten die Kommandanten häufig aus politischen Erwägungen heraus ausgewählt wurden. Laut dem Militärhistoriker Max Boot habe das „Nomaden-Paradoxon“ bis in die Zeiten der modernen Guerillas überdauert.

### Nachteile
Unausgebildete und nur schlecht bewaffnete Guerillakämpfer können der gegnerischen Armee bestenfalls Nadelstiche versetzen, sie jedoch nicht entscheidend schlagen. Dadurch kann sich ein Guerillakampf über Jahre und Jahrzehnte hinziehen. Reagiert der Feind mit Terror gegen die Zivilbevölkerung, so kann dies dazu führen, dass die Guerilla an Rückhalt verliert. Falls die Guerilla erfolgreich sein will, so muss sie sich ab einem bestimmten Punkt organisieren. Ist die Guerilla zu früh straff organisiert, kann sie durch Verhaftung eines Mitglieds „aufgerollt“ werden, falls dieser weitere verrät. Ist die Guerilla jedoch zu lange unorganisiert, kann sie den Kampf nicht gewinnen, weil sie nie Boden erobern und halten kann.

### Theoretiker
Johann von Ewald veröffentlichte bereits 1785 in Kassel seine Abhandlung über den kleinen Krieg, welche auf seinen Erfahrungen mit den Aufständischen in den nordamerikanischen Kolonien beruhten.
Theoretiker des Guerillakrieges gingen bei der Entwicklung ihrer Theorien zumeist von den Erfahrungen während des Guerillakrieges in ihren Heimatländern aus. Als bedeutende Theoretiker der Guerillataktik gelten:
- Carl von Clausewitz (1780–1831). Clausewitz analysierte den spanischen Befreiungskrieg gegen die französischen Okkupanten.
- T. E. Lawrence (1888–1935). Lawrence war am Arabischen Aufstand während des Ersten Weltkrieges beteiligt.
- Carl Schmitt (1888–1985)
- Hồ Chí Minh (1890–1969)
- Mao Zedong (1893–1976). Von Mao stammt das Bild des Volkes als Wasser, in dem die Guerilla wie ein Fisch schwimmen, die Feinde dagegen ertrinken sollten.
- Georgios Grivas (1898–1974)
- Charles W. Thayer (1910–1969)
- Võ Nguyên Giáp (1911–2013). Mao und Giap entwickelten den Gedanken des Volkskrieges.
- Carlos Marighella (1911–1969)
- Amílcar Cabral (1924–1973)
- Che Guevara (1928–1967). Von Che Guevara stammt die Fokus-Theorie, nach der bewaffnete Guerillas einen „Brandherd“ bilden sollten, von dem aus die Revolution in die Bevölkerung hineingetragen werde.
- Régis Debray (* 1940)
- Ibn al-Chattab (1969–2002)
- Frank Kitson (1926–2024), publizierte zur Aufstandsbekämpfung

Unter dem Begriff der Stadtguerilla versuchte in der Bundesrepublik Deutschland der 1960er und 1970er Jahre die linksextremistische Gruppe RAF an Terminologie und Taktik südamerikanischer Befreiungsbewegungen anzuknüpfen.

## Anti-Guerilla-Kriegsführung

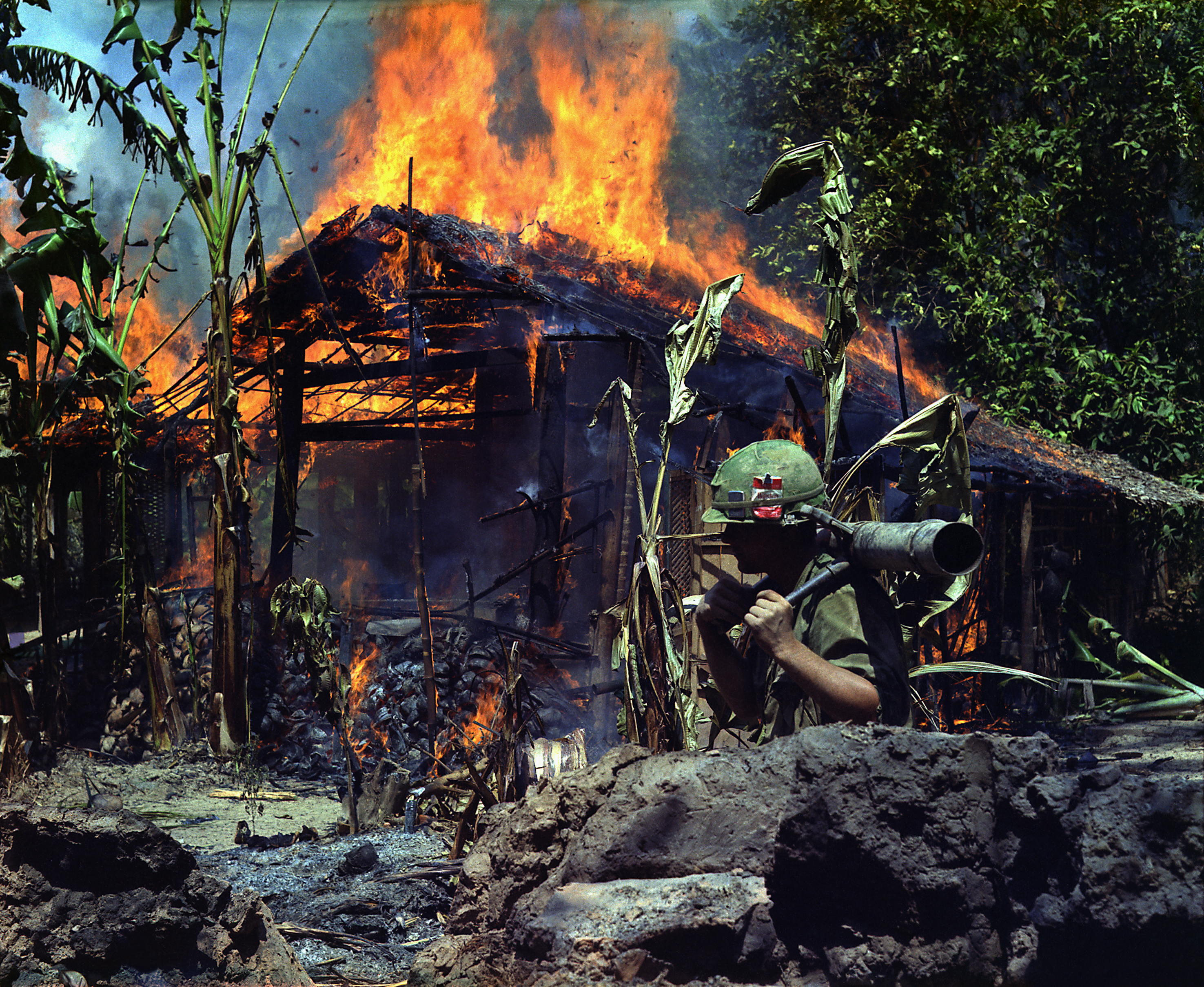
Abbrennen eines Vietcong-Basislagers durch US-Truppen, My Tho, Vietnam

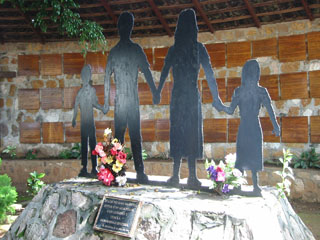
Gedenkstätte für das Massaker von El Mozote von 1981 in El Salvador. Auf der Suche nach linken Guerilleros ermordete das Batallón Atlácatl der Regierungstruppen 900 Zivilisten. Die Einheit war von US-amerikanischen Special Forces zusammengestellt und in den USA trainiert worden.

Der Guerillakampf stellt eine konventionelle Armee vor Probleme, die es bei zwischenstaatlichen Kriegen nicht gibt:
- Der Gegner ist nicht eindeutig zu identifizieren. Jede Person, etwa in einem besetzten Land, kann ständig oder zeitweise zur Guerilla gehören, diese militärisch, logistisch oder politisch unterstützen. Das gilt für Männer wie Frauen, auch für Kinder, Jugendliche und alte Menschen.
- Es gibt keine Front, welche die Anhänger und Gegner des herrschenden Regimes voneinander trennt. So wird meist von Regionen gesprochen, die von der Regierung oder von der Guerillabewegung „kontrolliert“ werden. Ein Gebiet kann aber auch nachts von der Guerillabewegung und am Tag von der Regierung kontrolliert werden. Der Begriff der Kontrolle ist dabei sehr unbestimmt. So kann es vorkommen, dass derselbe Geschäftsmann sowohl an die Regierung als auch an die Guerillabewegung Steuern zahlt.

Durch den Einsatz von Kontraguerilla-Einheiten versucht die reguläre Armee, sich der flexiblen Kriegführung der Guerilla anzupassen – solche Versuche unternahm etwa die US-Armee im Vietnamkrieg. Nicht zu verwechseln ist dies mit der konterrevolutionären Guerilla, die von einer fremden Macht eingesetzt wird, um mit Mitteln der Guerilla-Taktik eine bestehende revolutionäre Regierung anzugreifen – siehe dazu etwa Contra und Contra-Krieg.
Unter dem Vorwand, dass man die Guerilla nach Guerillaart bekämpfen müsse, bestand die Antwort angegriffener konventioneller Streitkräfte immer wieder darin, selbst mit einem eigenen Kampfverhalten zu reagieren, das nicht mehr den Normen regulärer Kriegführung entsprach. Nicht nur die Wehrmacht im Zweiten Weltkrieg ist dafür ein Beispiel, auch in der jüngeren Geschichte gingen sogar demokratische Staaten angesichts massiver Guerillaangriffe auf die eigenen Truppen dazu über, die Zivilbevölkerung in den entsprechenden Ländern zu schädigen. Im Algerienkrieg griff die französische Regierung zur routinemäßigen Folter von Inhaftierten und summarischen Exekutionen (sogenannte Französische Doktrin), im Vietnamkrieg gehörte die Entlaubung großer Wälder durch Chemikalien („Agent Orange“), die Zerstörung von Ernten (siehe auch Verbrannte Erde), Politische Säuberungen und vereinzelte Massaker zu den Maßnahmen der US-Streitkräfte und der südvietnamesischen Armee. Darüber hinaus initiierte die CIA das sogenannte Phoenix-Programm, die gezielte Tötung kommunistischer Kader des Vietcong.
Die konventionelle Armee ist durch das Kriegsrecht dazu verpflichtet, humanitäre Mindeststandards zu beachten und muss daher immer versuchen, Zivilbevölkerung und Guerillabewegung voneinander zu trennen. Das kann etwa durch Aufrufe an die Bevölkerung geschehen, bis zu einem bestimmten Zeitpunkt ein Gebiet zu verlassen. Alle nach diesem Zeitpunkt in diesem Gebiet befindlichen Personen werden dann als Guerilleros bezeichnet. Die Bevölkerung, die dieses Gebiet verlässt, muss untergebracht und versorgt werden, wozu sich das Militär meist weder personell, logistisch noch materiell in der Lage sieht. Die so entstandenen campos de reconcentración (Kubanischer Unabhängigkeitskrieg) oder concentration camps (Burenkrieg) sollten die Kämpfer von der übrigen Bevölkerung trennen und damit der konventionellen Armee ein klar umgrenztes Feindesland für den Angriff definieren. Die in den Lagern herrschende Not (Hunger, Krankheiten) führt jedoch in der Regel zur politischen Stärkung der Guerillabewegung. Eine freiwillige Aussiedlung von Zivilisten aus den von der Guerillabewegung kontrollierten Gebieten wird dadurch unwahrscheinlich.
Die Guerillabewegung setzt in manchen Fällen ihrerseits die Zivilbevölkerung gezielt unter Druck, sofern diese nicht freiwillig kooperiert, was allerdings in vielen Konflikten des 20. Jahrhunderts der Fall war. Die Nötigung der Zivilbevölkerung kann etwa durch gezielten Terror (Erschießungen, Folter und Vergewaltigungen), erzwungene Geld-, Nahrungs- und Materialabgaben und durch Zwangsrekrutierungen geschehen. Dadurch kann die Zivilbevölkerung in die Situation geraten, von beiden Seiten verdächtigt zu werden, die jeweils andere zu unterstützen. Die FNL im Vietnamkrieg operierte zum Beispiel häufig auf diese Weise. Da die Trennung und Evakuierung der Zivilbevölkerung aus den genannten Gründen oft nicht möglich war, führte das zur unvermeidlichen und unterschiedslosen Bombardierung von Guerillagebieten durch die reguläre Armee, der alle in dem Gebiet befindlichen Personen zum Opfer fielen. Der Zivilbevölkerung bleibt in einer solchen Situation oft gar keine Wahl mehr, neutral zu bleiben, und sie entscheidet sich dann aus Not heraus für die eine oder andere Seite. Allerdings kommt es nicht selten vor, dass die Regierungsvertreter oft selbst korrupt sind und die Kommandeure und Soldaten ihrer offiziellen Streitkräfte persönliche (kriminelle) Ziele verfolgen. Dies führt meist dazu, dass die Zivilbevölkerung sich auf die Seite der Guerillabewegung schlägt.
Erfolgreichere Anti-Guerilla-Strategien versuchen, die Guerillabewegung politisch zu isolieren. Das kann auf unterschiedliche Weise geschehen:
- Die (wirtschaftliche) Lage der Bevölkerung wird verbessert, um Unzufriedenheit zu verhindern/vermindern.
- Es wird eine der Guerilla ähnliche Kontraguerilla geschaffen, die im Namen der Guerilla Taten begeht, die der Guerilla angelastet werden und sie in den Augen der Bevölkerung diskreditiert (Vietnam, Kuba).
- Da die Guerilla-Einheiten, besonders in ihrer Entstehungsphase, meist dezentralisiert kämpfen, entstehen häufig kämpfende Einheiten, die nicht die politischen Ziele der Bevölkerung teilen, sondern persönliche Bereicherung oder Macht gewinnen wollen (Caudillismo). Dies kann genutzt werden, um die Guerilla zu diskreditieren

Ein Anti-Guerillakampf ist mit militärischen Mitteln nur schwer zu gewinnen, weil es aufgrund der fehlenden Unterscheidbarkeit der Guerillakämpfer von der übrigen Bevölkerung nicht möglich ist, die jedenfalls in den frühen Phasen eines Konfliktes überlegene militärische Macht einzusetzen, ohne gleichzeitig Unschuldige zu treffen. Weiter kann sich die Guerillabewegung immer wieder aus der Bevölkerung verstärken, solange sie deren Unterstützung genießt bzw. über ausreichende Mittel zur Zwangsrekrutierung verfügt.
Die meisten Guerillakämpfe wurden daher nur politisch gelöst, das heißt entweder durch teilweises oder völliges Nachgeben gegenüber den Zielen der Guerillabewegung oder durch Entfremden der Bevölkerung von der Guerilla (so geschehen bei der IRA).

### Unterschiede zwischen Guerilla und Terrorismus
Im Unterschied zu Guerilla zielen Terroristen nicht darauf ab, Gebiete zu erobern oder zu halten, sondern achten darauf, Konfrontation mit feindlichen militärischen Truppen zu meiden, und üben selten direkte Kontrolle auf ein Territorium oder dessen Bevölkerung aus.
Während Terroristen hauptsächlich unbeteiligte Zivilisten zu ihren Opfern machen, attackieren Guerilla vorrangig feindliche militärische Streitkräfte.